# Заліський Роман Тимофійович
Рома́н Тимофі́йович Залі́ський — капітан, Міністерство внутрішніх справ України, учасник російсько-української війни.

## Нагороди
29 вересня 2014 року — за особисту мужність і героїзм, виявлені у захисті державного суверенітету та територіальної цілісності України, вірність військовій присязі під час російсько-української війни, відзначений — нагороджений орденом «За мужність» III ступеня.